# Freeport (Florida)
Freeport è una città degli Stati Uniti d'America, situata in Florida, nella Contea di Walton.